# Meir Vilner
Meir Vilner (en hebreo: מאיר וילנר‎), (nacido Bar Kovner el 23 de octubre de 1918 - 5 de junio de 2003) fue un político israelí y líder judío del Partido Comunista de Israel (Maki), en su momento una fuerza poderosa en el país. Fue el signatario más joven y último con vida de la Declaración de Independencia de Israel en 1948.
Nacido en Vilnius, durante el efímero Reino de Lituania, la vida política de Vilner comenzó como líder del grupo socialista - sionista de orientación marxista HaShomer HaTzair (Guardia Joven). Sin embargo, pronto se desencantó por lo que consideraba una tendencia en los grupos sionistas a soñar con una patria judía en Eretz Israel, en lugar de cambiar su situación actual. Por lo tanto, comenzó a trabajar para el proscrito Partido Comunista Polaco, bajo el seudónimo de Meir Vilner, hasta 1938, cuando abandonó Polonia para ir al Mandato Británico. La mayor parte de su familia fue asesinada en el Holocausto.
Vilner luego estudió historia en la Universidad Hebrea de Jerusalén.
Se unió al Partido Comunista de Palestina (PCP), que aceptó la membresía árabe y judía e inicialmente se opuso a la partición del Mandato; en su testimonio ante la Comisión Angloamericana de Investigación en marzo de 1946, dijo que estrangularía el desarrollo económico, fortalecería la dependencia de ambos estados de la ayuda exterior y ampliaría la brecha entre árabes y judíos. Sin embargo, apoyó el Plan de Partición de la ONU de 1947 después de que la posición soviética cambiara en 1947.
Vilner criticó tanto a las autoridades del Mandato como a varios grupos insurgentes sionistas, e intentó infructuosamente que la Declaración de Independencia de Israel incluyera una sección denunciando el mandato y el ejército británicos. Además, el PCP enfatizó que la Carta contenía la promesa de ayudar a implementar las resoluciones de la ONU que establecen dos estados independientes, uno judío y otro árabe, y defender la plena igualdad y libertades civiles para todos los ciudadanos israelíes.
En 1949, fue elegido miembro de la Knesset como miembro de Maki. Renunció a la Knesset en diciembre de 1959, seis semanas después de las elecciones de 1959, pero fue reelegido en 1961. Sin embargo, volvió a dimitir dos meses después de las elecciones de 1961 .
Como líder judío del Partido Comunista de Israel (PCI), en el que el 95% de cuyos miembros eran árabes, rechazó el sionismo y se opuso a la imposición del régimen marcial a los árabes israelíes, que fue levantado en 1966.
En 1965, Vilner y varios otros miembros de Maki se separaron del partido para formar el nuevo partido Rakah luego de desacuerdos sobre la postura cada vez más antiisraelí de la Unión Soviética (Vilner estaba del lado de la URSS), y fue elegido miembro de la Knesset en el nuevo lista del partido en las elecciones de 1965 .
El 5 de junio de 1967, Vilner fue el único diputado judío (junto solo con el también diputado del Partido Comunista de Israel, Tawfik Toubi) en hablar en la Knesset contra la Guerra de los Seis Días. Vilner enfatizó que no había otra forma de resolver el conflicto entre Israel y sus vecinos sin el reconocimiento mutuo de los derechos nacionales de israelíes y árabes. El 15 de octubre fue gravemente herido por un miembro del partido de derecha Gahal.
Rakah se convirtió en parte de Hadash antes de las elecciones de 1977, y Vilner siguió siendo diputado hasta 1990, cuando renunció como parte de un acuerdo de rotación de escaños, lo que lo convirtió en el tercero con más años en el cargo después de Tawfik Toubi y Shimon Peres.
La línea lealista soviética de Vilner fue muy apreciada por la URSS; en 1978 fue condecorado con la Orden de la Amistad de los Pueblos. No aceptó la perestroika y consideró la caída del comunismo en la URSS como un golpe de estado.
Estuvo casado con Esther Vilenska, otra política comunista israelí pero se divorció más tarde, tras tener dos hijos juntos. Su primo Abba Kovner fue un conocido poeta israelí.